# Peperomia rhombea
Peperomia rhombea är en pepparväxtart som beskrevs av Ruiz & Pav.. Peperomia rhombea ingår i släktet peperomior, och familjen pepparväxter. Inga underarter finns listade i Catalogue of Life.